# تشيكوغو (فوكوكا)
مدينة تشيكوغو (بالإنجليزية: Chikugo)‏ هي أحد المدن التابعة لمحافظة فوكوكا. تأسست رسميًا في 01/04/1954. ويقدر عدد سكانها بـ 48281 نسمة حسب تقدير مكتب الإحصاء الياباني لعام 2012. تبلغ مساحة تشيكوغو 41.85 كم2. بكثافة سكانية تبلغ 1154 نسمة/كم2.